# Волокітін Петро Григорович
Петро Григорович Волокітін (1926—1956) — старший лейтенант Радянської Армії, учасник придушення Угорської революції 1956 року, Герой Радянського Союзу (1956).

## Біографія
Петро Волокітін народився 25 квітня 1926 року у селі Студьоні Хутори (нині — Липецький район Липецької області) у родині селянина. Закінчив сім класів школи. В 1944 році він був призваний на службу у Робітничо-селянську Червону Армію. У 1948 році Волокітін закінчив Молотівське військове піхотне училище. До осені 1956 року гвардії старший лейтенант Петро Волокітін командував стрілецьким взводом 381-го гвардійського парашутно-десантного полку 31-ї гвардійської повітряно-десантної дивізії ПДВ. Відзначився під час придушення Угорської революції.
Полк Волокітіна було піднято по тривозі та перекинуто з міста Новограда-Волинського Житомирської області Української РСР в Угорщину. Посадочним способом полк був десантований на аеродромі Тьоколь. Взвод Волокітіна взяв участь у операції з обеззброєння угорської охорони аеродрому. 6 листопада 1956 року в ході вуличних боїв у Будапешті Волокітін взяв активну участь у захопленні трьох вузлів оборони повстанців на площах Ленке (нині Деже Костолані), Бела Бартока та Жиґмонда Моріца. Його взвод виконав поставлене бойове завдання, завдавши противнику відчутних втрат. Сам Волокітін загинув у бою на площі Жиґмонда Моріца. Похований на кладовищі Керепеші у Будапешті.
Указом Президії Верховної Ради СРСР від 18 грудня 1956 року за «мужність та відвагу, проявлені при виконанні військового обов'язку» гвардії старший лейтенант Петро Волокітін посмертно був удостоєний високого звання Героя Радянського Союзу. Також був нагороджений орденом Леніна та рядом медалей.